# Paj-chua

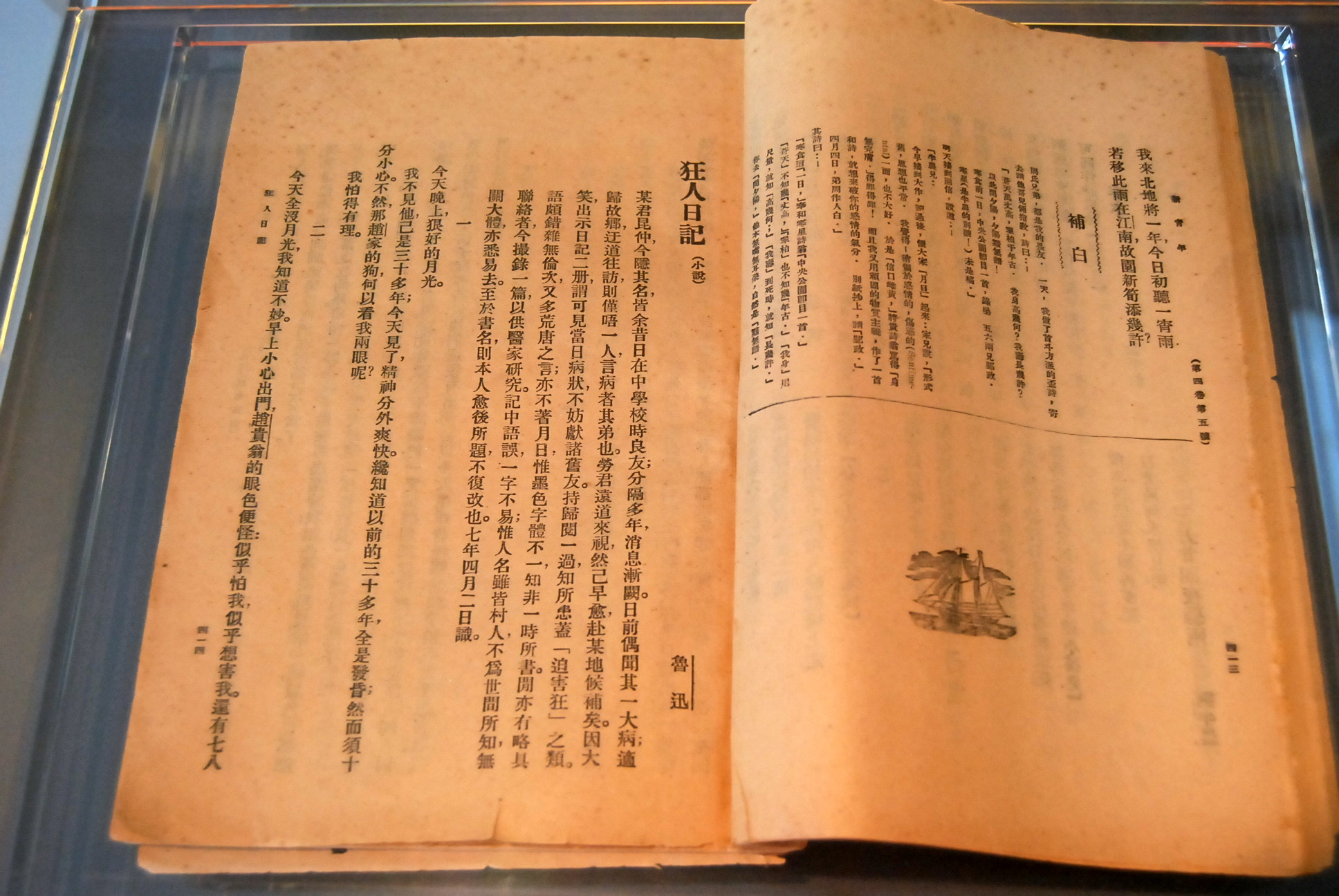
Užití Paj-chua v deníku.

Paj-chua (paj-chua wen, čínsky pchin-jinem báihuàwén, znaky zjednodušené 白话文, tradiční 白話文, doslova „psaný hovorový jazyk“), také zvaný hovorová čínština, je stylem (lingvistickým rejstříkem) psané čínštiny založeným na hovorové čínštině a úzce spojený se standardní čínštinou. Od 20. let 20. století je paj-chua nejpoužívanějším psaným stylem v Číně a nahradila tak v této pozici klasickou čínštinu, která se používala od dob Konfucia. Výraz „standardní spisovná čínština“ se často vztahuje právě k paj-chua.
V době dynastie Čou byla klasická čínština mluveným i psaným jazykem svého období. Období dynastie Čchin se však hovorový jazyk vyvíjel a odlišoval se od psaného. Od období dynastie Tchang a Sung se pro psaní některých textů začal používat jazyk blízký hovorové řeči. Takové texty se označovaly jako pien-wen (变文) a blízkost mluvenému jazyku měla zajistit jejich větší rozšíření mezi obyčejnými lidmi, kteří klasickému jazyku nerozuměli. V období dynastie Ming a Čching se rozšířilo používání hovorového jazyka do různých typů písemnictví, klasický jazyk však zůstal úředním písemným jazykem. 
Ťin Šeng-tchan, který napsal několik novel v hovorovém jazyce, se považuje za průkopníka tvorby v paj-chua. Nicméně skutečný význam získala paj-chua až po vypuknutí Hnutí čtvrtého května v roce 1919, kdy ji začali prosazovat přední intelektuálové, učenci a reformátoři, zejména Chu Š’ a Lu Sün. Klasická čínština byla vnímána jako brzda vzdělání, literatury a hospodářského a sociálního pokroku. Paj-chua se stala mainstreamovou záležitostí, ze západních jazyků převzala interpunkci a arabské číslice. Od konce 20. let 20. století jsou téměř všechny knihy, noviny, časopisy a dokumenty psané v paj-chua. 